# Scaphochlamys kunstleri
Scaphochlamys kunstleri là một loài thực vật có hoa trong họ Gừng. Loài này được John Gilbert Baker miêu tả khoa học đầu tiên năm 1890 dưới danh pháp Curcuma kunstleri. Năm 1950, Richard Eric Holttum chuyển nó sang chi Scaphochlamys.

## Phân loại
Được chia thành 4 thứ như sau:
- Scaphochlamys kunstleri var. kunstleri: Nguyên chủng.
- Scaphochlamys kunstleri var. kayuweh C.K.Lim, 2008
- Scaphochlamys kunstleri var. rubra (Ridl.) Holttum, 1950 (đồng nghĩa: Hitcheniopsis kunstleri var. rubra Ridl., 1924): Nhị lép, cánh môi và bao phấn màu đỏ sẫm.[5]
- Scaphochlamys kunstleri var. speciosa C.K.Lim, 2001

## Mẫu định danh
Các mẫu định danh bao gồm:
- Nguyên chủng: Kunstler H. s. n. trong bộ sưu tập mẫu cây King's Collector của George King (1840-1909), do nhà thám hiểm người Đức Hermann H. Kunstler (1837-1887) thu thập năm 1882 từ Pegu (trung nam Myanmar) cho Vườn Thực vật Hoàng gia tại Calcutta (nay là Vườn Thực vật Ấn Độ Acharya Jagadish Chandra Bose) ở Shibpur, huyện Howrah gần Kolkata. Tuy nhiên, có lẽ mẫu vật có được từ mua bán cây của loài này, vì tại Bago cho đến nay người ta không tìm thấy bất kỳ quần thể nào của loài này. Mẫu isotype lưu giữ tại Đại học Copenhagen, Đan Mạch (C).
- Thứ kayuweh: Lim C.K. & Busu A. L9950; thu thập năm 2008 ở tọa độ 4°59′0″B 100°58′59″Đ / 4,98333°B 100,98306°Đ, Khu bảo tồn rừng Sungai Piah, bang Perak. Mẫu holotype lưu giữ tại Đại học Quốc gia Malaysia (UKMB), mẫu isotype lưu giữ tại Vườn Thực vật Singapore (SING).
- Thứ rubra: Curtis C. s. n. thu thập tại đáy vách núi đá vôi ở Kuala Dipang, bang Perak. Tọa độ điểm lấy mẫu khoảng 4°22′26″B 101°9′25″Đ / 4,37389°B 101,15694°Đ Mẫu lectotype lưu giữ tại Vườn Thực vật Singapore (SING).
- Thứ  speciosa: Lim C.K. L 4791; thu thập năm 2001 ở tọa độ 5°12′6″B 100°53′57″Đ / 5,20167°B 100,89917°Đ, Khu bảo tồn rừng Bintang Hijau, bang Perak. Mẫu holotype lưu giữ tại Viện Nghiên cứu Rừng Malaysia ở Kepong, Selangor (KEP), isotype lưu giữ tại Vườn Thực vật Singapore (SING).

## Từ nguyên
Tính từ định danh kunstleri đặt theo tên nhà thám hiểm kiêm nhà sưu tập mẫu cây người Đức Hermann H. Kunstler.

## Phân bố
Loài này có tại Malaysia bán đảo (các bang Kedah, Kelantan, Perak) và miền nam Thái Lan (huyện Betong, tỉnh Yala). Được tìm thấy trong rừng, ở cao độ 30–513 m.

## Mô tả
Thân rễ khá mập, dưới mặt đất, các chồi lá cách nhau ~8 cm. Các chồi lá với 2 lá to và vài bẹ không lá bên ngoài chúng. Bẹ màu tía nhiều hay ít, dài nhất tới 20 cm. Cuống lá với bẹ dài 13–20 cm, phần cuống ngắn hơn phần bẹ, mập, có rãnh sâu. Lá thuôn dài hẹp tới đáy; phiến lá mỏng, dài ~30–45 cm, rộng 10–18 cm; đỉnh thuôn tròn với chóp nhọn đột ngột hình tam giác dài 1 cm; đáy hình nêm-men xuống; mặt trên màu xanh lục tới xanh lục sẫm; mặt dưới ánh tía nhiều hay ít (đôi khi xanh lục), có lông mịn nhiều hay ít, áp ép và khá thưa. Cuống cụm hoa rất ngắn, dài 6–10 cm, nhẵn nhụi. Cụm hoa ngắn, dài 6–10 cm, đường kính 4–5 cm, hình trụ hay hình nón thông; lá bắc với rìa trên rộng hơi tỏa rộng, tạo thành túi hở như của Curcuma, dài 2,8-3,8 cm, tất cả màu trắng hoặc xanh lục nhạt, mép màu đỏ hay đỏ tươi, ở các cụm hoa lớn thì rộng hơn dài, ở các cụm hoa nhỏ thì rộng xấp xỉ dài, đáy rất rộng, các bên xếp lợp gần nhau gần đáy nhưng không hợp sinh, đỉnh thuôn tròn rất rộng, đường giữa hơi cong ra ngoài để mỗi lá bắc tạo thành một túi hở. Mào 0. Lá bắc con thứ nhất dài đến 2,2 cm, các lá bắc con kế tiếp dần dần ngắn hơn. Hoa 3-6 trong nách mỗi lá bắc, dài tới 7 cm; đài hoa với bầu nhụy dài 1,5-1,6 cm, hình ống rộng; ống tràng hơi dài hơn lá bắc, tới 38 x 3 mm, dần nở rộng phía trên điểm giữa thành họng hình phễu thanh mảnh rộng tới 5 mm; các thùy màu trắng trong mờ hay màu vàng da bò nhạt, dài 1,5–2 cm hìn trứng-hình mác, mỏng, hơi nhọn; thùy tràng lưng rộng 7–9 mm ở đáy, hẹp về phía đỉnh; các thùy  tràng bên ngắn và hẹp hơn. Nhị lép màu vàng da bò-vàng cam rất nhạt, hình trứng ngược-hình elip, đáy rộng, ngắn và hẹp hơn thùy tràng lưng, có lông tơ trên lưng, với các gân trong mờ, hai bên xếp chồng lên nhị hoa. Cánh môi dài 2-2,5 cm, rộng tới 20 mm, hình trứng ngược-hình nêm, hơi dài hơn các đoạn của tràng hoa, có khía răng cưa hoặc 2 thùy tới khoảng 1/3 chiều dài, màu vàng da bò-vàng cam rất nhạt hoặc màu kem với dải giữa màu vàng chanh và đôi khi với các sọc màu hồng gần đáy ở mỗi bên dải giữa, đáy có rãnh khá sâu, nhẵn nhụi, phiến cánh môi có các gân trong mờ màu trắng và ánh đỏ. Nhị có lông tơ trên lưng; chỉ nhị màu trắng, dài và rộng 3–4 mm. Các ngăn bao phấn song song, thẳng, màu vàng nhạt hay tràn đầy màu hồng, dài 6 mm, rộng 3 mm, có lông tơ, hợp sinh với các mép cụp trong của mô liên kết thò ra ở cả hai bên. Phấn hoa hình elip rộng, nhẵn, không dính. Mào bao phấn rất ngắn, mập, có khía răng cưa, hầu như không uốn ngược. Bầu nhụy 1 ngăn (đôi khi 3 ngăn theo Valeton, 1918), ~8 noãn đính trụ. Nhụy lép rất dài (12 mm) và mỏng. Đầu nhụy có mỏ. Quả không rõ.